# Краснощёков, Павел Сергеевич
Па́вел Серге́евич Краснощёков (6 мая 1935 года, Калач, Воронежская область — 26 февраля 2016, Москва) — советский и российский учёный, математик, специалист в области механики, прикладной математики и автоматизации проектирования.

## Биография
Родился в городе Калач Воронежской области.
В 1958 году окончил механико-математический факультет МГУ.
Кандидат физико-математических наук (1964). Тема кандидатской диссертации: «Колебания тел с вязкой жидкостью при больших числах Рейнольдса» (научный руководитель Горимир Чёрный).
Доктор физико-математических наук (1974). Тема докторской диссертации «Специальные модели исследования операций».
В 1978 получил учёное звание профессора.
26 декабря 1984 года избран членом-корреспондентом АН СССР в отделение информатики, вычислительной техники и автоматизации по специальности «Автоматизированные системы».
11 июня 1992 года избран академиком РАН.
С 1989 по 2003 гг. был заместителем директора по науке Вычислительного центра РАН.

## Преподавание
В Московском геологоразведочном институте преподавал с 1963 по 1966 гг.
С 1975 до кончины преподавал, руководил обучением в должности профессора, и.о. зав. кафедрой (с 1975 г.), 
заведующего кафедрой исследования операций факультета ВМК МГУ.
Под его научным руководством подготовлено более 10 докторов и более 25 кандидатов наук.

## Область научных интересов
Информатика и автоматизация, исследование операций, математическое моделирование социальных процессов, динамика жидкости и газа.

## Научная деятельность и основные научные труды
Разработал основы теории автоматизированного проектирования сложных технических систем, построил и исследовал математические модели крупномасштабных конфликтов, предложил методологию изучения простейших форм коллективного поведения.

### Книги
- Краснощёков П. С. Математические модели в исследовании операций. — М.: Знание, 1984. — 61 с. — (Новое в жизни, науке, технике: Серия Математика, кибернетика. Выпуск 7).
- Краснощёков П. С., Петров А. А. Принципы построения моделей. — М.: МГУ, 1983. — 263 с.
  - Краснощёков П. С., Петров А. А. Принципы построения моделей. — 2-е изд., пересмотр. и доп.. — М.: ФАЗИС; ВЦ РАН, 2000. — xii + 412 с. — (Математическое моделирование; Вып.1). — ISBN 5-7036-0061-8.
- Васин А. А., Краснощёков П. С., Морозов В. В. Исследование операций — М.: Академия, 2008, 464 с.
- Краснощёков П. С., Морозов В. В., Попов Н. М. Оптимизация в автоматизированном проектировании. Москва: МАКС Пресс, 2008, 323 с. ISBN 978-5-317-02318-8

### Статьи
- Краснощёков П.С., Флёров Ю.А.  Иерархия задач проектирования. // В сб. Задачи и методы автоматизированного проектирования в авиастроении. М: ВЦ АН СССР. 1991. С. 3-23.
- Краснощёков П.С., Флёров Ю.А. Методология создания систем автоматизированного проектирования сложных технических объектов // Системный анализ в науке и технике. М.: Наука, 1992.
- Краснощёков П.С., Фёдоров В.В., Флёров Ю.А. Информационные технологии и автоматизация проектирования сложных технических объектов // Информационные технологии и вычислительные системы. 1995. № 1. 8 с.
- Краснощёков П.С., Савин Г.И., Флёров Ю.А. Современное состояние и тенденции развития информационных технологий в России. Министерство науки и технической политики. М., 1996. 8 п.л.
- Краснощёков П.С., Савин Г.И., Фёдоров В.В., Флёров Ю.А. Автоматизация проектирования сложных объектов машиностроения // Автоматизация проектирования. 1996. № 1. 8 с.
- Краснощёков П.С., Фёдоров В.В., Флёров Ю.А. Элементы математической теории принятия проектных решений // Автоматизация проектирования. 1996. № 2. 12 с.
- Краснощёков П.С. Фёдоров В.В., Флёров Ю.А. Развитие математической теории принятия проектных решений // Автоматизация проектирования, 1999. №3(12). 11 с.
- Краснощёков П. С. О чём умолчал Билл Гейтс // Вестник РАН. — М., 1997. — Т. 68, № 11. — С. 980. — ISSN 0869-5873.
- Краснощёков П.С., Вышинский Л.Л., Флёров Ю.А. Автоматизация проектирования информационных систем. // В сб. «Автоматизация проектирования финансовых информационных систем». М: ВЦ РАН, 2004 г. С. 3-7.

## Награды и звания
Лауреат премии Совета Министров СССР (1981).

## Любимые изречения
В произведениях П. С. Краснощёкова, в том числе живых научно-публицистических откликах на происходящее в мире, как, например, статья «О чём умолчал Билл Гейтс» (1998), нередко встречаются и цитаты известных учёных и мыслителей прошлых эпох. Приведём некоторые из них со ссылками на те источники, которые давал сам Павел Сергеевич.

«большая часть людей не любит думать, и, может быть, это и к лучшему, ибо ими руководит инстинкт … Но инстинкт — это рутина, и если бы его не оплодотворяла мысль, то он и в человеке не прогрессировал бы больше, чем в пчеле или в муравье. Необходимо, следовательно, чтобы кто-нибудь думал за тех, кто не любит думать».

Анри Пуанкаре

«… всё наше достоинство состоит в мысли. В этом отношении мы должны возвышать себя, а не в отношении к пространству и времени, которые мы не сумели бы наполнить. Постараемся же научиться хорошо мыслить: вот принцип нравственности»

Блез Паскаль